# Implozja demograficzna
Implozja demograficzna – przeciwieństwo eksplozji demograficznej. Polega ona na gwałtownym spadku wartości współczynnika przyrostu naturalnego. 
Implozję demograficzną wywołuje obniżanie się współczynnika dzietności określającego liczbę urodzonych dzieci przypadających na jedną kobietę w wieku rozrodczym (15-49 lat).